# Erich Hückel

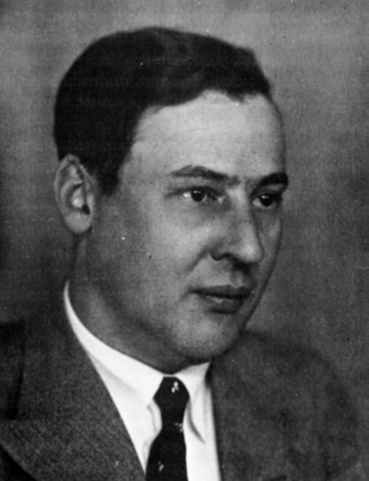
Erich Hückel (1938)

Erich Armand Arthur Joseph Hückel (* 9. August 1896 in Berlin; † 16. Februar 1980 in Marburg) war ein deutscher Chemiker und Physiker. Er gilt als Pionier der Quantenchemie.

## Leben

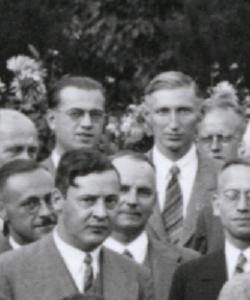
Oben Rudolf Hilsch und Otto Scherzer, vorn Erich Hückel, 1935 in Stuttgart

Erich Hückel wurde 1896 als mittlerer der drei Söhne des Arztes Armand Hückel (1860–1927) geboren. Sein Vater hatte wissenschaftliche Interessen und als Privatgelehrter ein eigenes Labor. Seine Brüder waren Walter Hückel (1895–1973), Professor für Organische Chemie, und Rudi Hückel (1899–1949), Arzt. Einer seiner Urgroßväter war der bekannte Botaniker Carl Friedrich von Gärtner (1772–1850), einer seiner Ururgroßväter der Botaniker und Professor in St. Petersburg Joseph Gärtner (1732–1791).
Hückel ging in Göttingen 1905 bis 1914 auf das Gymnasium und studierte von 1914 bis 1921 Physik und Mathematik an der Universität Göttingen, wo er 1921 bei Peter Debye über die „Zerstreuung von Röntgenstrahlen durch anisotrope Flüssigkeiten“ promovierte, eine Arbeit in der Folge der von Debye und Paul Scherrer 1916 entwickelten Debye-Scherrer Methode. Das Studium war unterbrochen vom Wehrdienst als wissenschaftliche Hilfskraft an der Modellversuchsanstalt für Aerodynamik von Ludwig Prandtl (1916) und 1918 beim Seeflugzeugkommando der Marine in Warnemünde. Nach dem Krieg ging er zurück nach Göttingen und wollte eigentlich Debye an die ETH Zürich folgen, musste aber wegen Arbeitsbeschränkungen in der Schweiz eine Weile warten. Er war Hilfsassistent bei David Hilbert und Assistent von Max Born in Göttingen, bevor er 1922 an die ETH Zürich als Assistent von Debye ging, wo er auf dem damals aktuellen Forschungsgebiet von Debye arbeitete (Theorie starker Elektrolyte). 1925 habilitierte er sich bei Debye (Konzentrierte Lösung wässriger Elektrolyte). 1928 ging er mit einem Rockefeller-Stipendium ans University College London zu F. C. Donnan und anschließend nach Kopenhagen zu Niels Bohr, wo seine Beschäftigung mit der Anwendung der Quantenmechanik auf die chemische Bindung begann. Diese setzte er ab 1929 bei Werner Heisenberg und Friedrich Hund an der Universität Leipzig fort, wo seine Arbeiten über die Doppelbindung und das Benzol (1931) entstanden, die Grundlagen der später so genannten HMO-Theorie (Hückel Molecular Orbital Theory, Hückelsches Molekülorbital-Verfahren). Diese Arbeiten fanden aber erst viel später allgemeine Anerkennung und brachten ihm damals eher Nachteile, da er sich zwischen den Bereichen der Physik und Chemie bewegte. Er erhielt 1930 einen Lehrauftrag in Stuttgart für Physikalische Chemie, für den er sich mit seiner Benzolarbeit umhabilitierte. 1937 wurde er außerordentlicher Professor an der Universität Marburg. Dort musste er als einziger theoretischer Physiker die Kursvorlesungen halten – in den Kriegsjahren auch noch das Praktikum für Mediziner – ohne dass ihm Assistentenstellen zugeteilt wurden. Die Arbeitsüberlastung führte dazu, dass er seine Forschung zunächst zurückstellen musste. 1947 erhielt er den Lehrstuhl für Theoretische Physik und er erhielt auch einen Assistenten (zeitweilig der Mathematiker Horst Tietz). Die HMO-Theorie hatte sich inzwischen besonders im Ausland durchgesetzt. Hückel, dessen Gesundheit angegriffen war, konnte aber nicht mehr an den Stand der aktuellen Forschung auf diesem Gebiet anschließen. 1961 wurde er ordentlicher Professor und ein Jahr später emeritierte er.
Zu seinen wichtigsten wissenschaftlichen Leistungen zählen die quantentheoretische Deutung der thermodynamischen Eigenschaften des Benzols und damit zusammenhängend die Formulierung der nach ihm benannten Hückel-Näherung, aus der u. a. die Hückel-Regel zur Definition des aromatischen Zustandes folgt. Außerdem arbeitete er im Bereich der Elektrochemie, wobei insbesondere die Debye-Hückel-Theorie entstand.
1965 wurde er mit dem Otto-Hahn-Preis für Chemie und Physik ausgezeichnet. Im Jahr 1966 wurde er zum Mitglied der Leopoldina gewählt.
Er wurde auch 22 Mal für den Chemie-Nobelpreis und zweimal Physik-Nobelpreis nominiert, erhielt ihn aber nie.
Hückel war verheiratet mit Annemarie Zsigmondy, der Tochter des Chemienobelpreisträgers Richard Zsigmondy, mit ihr hatte er vier Kinder.
Seit 2016 vergibt die Gesellschaft Deutscher Chemiker einen Erich-Hückel-Preis für herausragende Leistungen in der theoretischen Chemie. Erster Preisträger war Werner Kutzelnigg.

## Schriften
- Ein Gelehrtenleben, Verlag Chemie 1975.
- Zur Theorie konzentrierter wässriger Lösungen starker Elektrolyte, Physikalische Zeitschrift, Band 26, 1925, S. 93.
- Adsorption und Kapillarkondensation, Kolloidforschung in Einzeldarstellungen 7, Leipzig, Akademische Verlagsgesellschaft 1928.
- Zur Quantentheorie der Doppelbindung, Zeitschrift für Physik, Band 60, 1930, S. 423.
- Quantentheoretische Beiträge zum Benzolproblem, Teil 1 bis 4, Zeitschrift für Physik, Band 70, 1931, S. 204; Band 72, 1931, S. 310; Band 76, 1932, S. 628; Band 83, 1933, S. 632.
- Die Bedeutung der neuen Quantentheorie für die Chemie, Zeitschrift für Elektrochemie, Band 42, 1936, S. 657.
- Grundzüge der Theorie ungesättigter und aromatischer Verbindungen, Zeitschrift für Elektrochemie, Band 43, 1937, S. 752–788, 827–849.